# Cuadrilátero
|  | No s'ha de confondre amb Quadrilàter. |

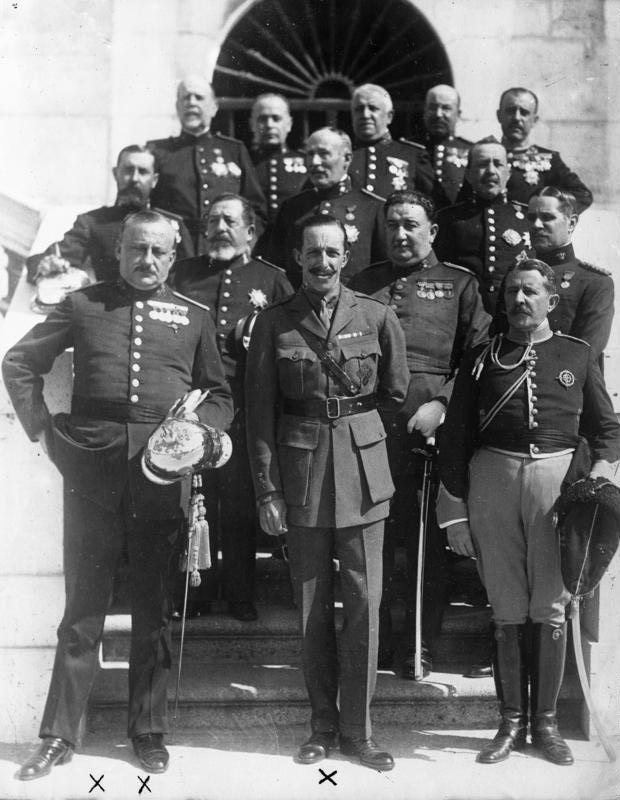
D'esquerra a dreta (en negreta els quatre generals membres del Cuadrilátero): el General Primo de Rivera, el rei Alfons XIII, i el general José Cavalcanti, en primera fila; el general Antonio Mayandia Gómez, el general Federico Berenguer y Fusté i general Leopoldo Saro Marín, en segona fila; el general Antonio Dabán Vallejo, el general Francisco Ruiz del Portal i el general Luis Navarro y Alonso de Celada, en tercera fila; el general Luis Hermosa y Kith, el general Dalmiro Rodríguez Pedré, el general Adolfo Vallespinosa Vioz, el general Francisco Gómez-Jordana Sousa, i el general Mario Muslera y Planes (8a), en última fila.

Es coneix amb el nom de Cuadrilátero (quadrilàter) al nucli conspiratiu format per quatre generals de l'Exèrcit espanyol que en els primers mesos de 1923 van col·laborar en el cop d'estat de Primo de Rivera que va posar fi al període constitucional del regnat d'Alfons XIII i va instaurar la Dictadura de Primo de Rivera a Espanya. Els quatre generals que l'integraven eren: José Cavalcanti de Alburquerque y Padierna, Federico Berenguer y Fusté, Leopoldo Saro Marín i Antonio Dabán Vallejo.

## Història
A principis de 1923 es va fer palès la indignació d'un sector important de l'Exèrcit cap al govern liberal de Manuel García Prieto a causa de l'exigència de responsabilitats als militars pel desastre d'Annual de 1921, que estaven sent investigades en l'expedient Picasso, i, en general, per la seva política "claudicant" sobre el Protectorat espanyol al Marroc.
En aquest context el general José Cavalcanti va formar una tertúlia a la seva casa de Madrid amb altres tres generals, entre els quals es trobava el germà del general Dámaso Berenguer y Fusté, Alt Comissari Espanyol al Marroc quan va ocórrer el desastre d'Annual i que per això estava sent investigat. A més del general Cavalcanti i del general Federico Berenguer Fusté, formaven part del grup els generals Leopoldo Saro Marín i Antonio Dabán Vallejo. La tertúlia aviat va derivar en un nucli conspiratiu, que seria conegut com el Cuadrilátero. El seu objectiu era canviar la política del govern al Marroc mitjançant la formació d'un govern civil o militar que amb el suport del rei nomenés a un general "enèrgic" al capdavant del Protectorat. Però no van trobar massa suports entre els seus companys d'armes que, si bé eren hostils al govern, no estaven disposats a comprometre's en una conspiració per derrocar-lo.
Els generals del Cuadrilátero van pensar que l'única solució que els quedava era convèncer a un general de prestigi en l'Exèrcit perquè encapçalés el moviment i el rei el nomenés president del govern. El general més antic i de més alta graduació era llavors Valerià Weyler, de 85 anys, però els conspiradors no es van atrevir a sondejar-lo a causa de la seva edat i de la seva coneguda independència. El que li seguia en l'escalafó era el general Francisco Aguilera y Egea, president del Consell Suprem de Guerra i Marina i senador vitalici, amb qui va contactar el Cuadrilátero, a pesar que s'havia mostrat partidari que s'investiguessin les responsabilitats dels generals i caps militars pel desastre d'Annual. Però Aguilera va quedar descartat després de ser bufetejat el 30 de juny en els passadissos del Senat pel ministre José Sánchez Guerra y Martínez, en haver-lo acusat d'haver mentit sobre una suposada dilació en el lliurament de la documentació sobre Dámaso Berenguer y Fusté per demanar el suplicatori al Senat que permetés processar-lo. "El desprestigi d'Aguilera va ser immediat. Els militars, que confiaven en ell per passar per l'adreçador als polítics, no van acceptar que es deixés bufetejar impunement per un d'ells. Sánchez Guerra va reblar el clau, acusant Aguilera de colpista, fins que el general, acorralat, va desautoritzar públicament qualsevol pla d'intervenció militar en la política. El Cuadrilátero tornava a estar sense candidat…", afirma l'historiador Gabriel Cardona.
El Cuadrilátero aviat va trobar el substitut d'Aguilera: el capità general de Catalunya Miguel Primo de Rivera que per aquestes dates es trobava a Madrid anomenat pel Govern per allunyar-lo de Catalunya on estava desenvolupant una política oposada a la de Manuel García Prieto, i que va mantenir una entrevista amb ells. No obstant això, el processament a principis de juliol del general Cavalcanti per la seva actuació al Marroc va suposar un seriós contratemps per als plans dels conjurats, així com el nomenament com a nou governador civil de Barcelona de Manuel Portela Valladares, qui va restablir l'autoritat del poder civil a la capital catalana.
Entre el 4 i el 9 de setembre de 1923 Primo de Rivera va viatjar a Madrid on va tornar a entrevistar-se amb els generals del Cuadrilátero, qui el van reconèixer com a cap de la conspiració. De tornada del seu viatge a Madrid, Primo de Rivera va aconseguir el suport dels generals amb comandament a Catalunya, però fora de la seva capitania general, a excepció del general Sanjurjo a Saragossa i dels generals del Cuadrilátero a Madrid, no va aconseguir que cap altre general es comprometés en el cop, encara que molts van mostrar el seu acord amb la idea d'establir un règim militar.
El 12 de setembre els preparatius es van accelerar. A Barcelona, a les 9,30 del matí es van reunir amb Primo de Rivera en el seu despatx de Capitania els generals i caps compromesos amb el cop. A Saragossa l'arribada del comandant José Cruz-Conde Fustegueras, enllaç dels conspiradors amb el governador militar, el general Sanjurjo, va fer que també s'ultimessin els plans davant la passivitat del capità general. A Madrid, els generals del Cuadrilátero van aconseguir el suport del governador militar, el general Juan O'Donnell y Vargas, duc de Tetuán, però no el del capità general Muñoz Cobo, encara que aquest no va sortir en defensa del govern.
En la mitjanit del 12 al 13 de setembre el general Primo de Rivera va iniciar el cop d'estat que va triomfar a Catalunya, a Saragossa i Osca. Una de les poques mesures fermes que va prendre el govern de García Prieto va ser ordenar al capità general de Madrid, el general Muñoz-Cobo, que arrestés als quatre generals del Cuadrilátero, però aquell es va negar tret que l'ordre fos signada pel rei. Com ha assenyalat Ben-Ami, "en realitat, a totes les finalitats pràctiques, Muñoz Cobo va actuar com si fos membre de la conspiració. Se sentia renuent, va dir, a lluitar contra els pronunciats per temor a dividir l'exèrcit i provocar una altra Alcolea".
Quan el cop de Primo de Rivera finalment va triomfar gràcies al fet que el rei Alfons XIII va decidir nomenar al general revoltat Cap del Govern, els generals del Cuadrilátero no es van incorporar al Directori militar que anava assumir el poder sota la presidència de Primo de Rivera, però sí que van aparèixer els quatre a la foto que es van fer els membres del Directori amb el rei Alfons XIII i Primo de Rivera el 15 o el 16 setembre de 1923.